# Michel Sogny
Michel Sogny (n. 21 noiembrie 1947, Pau, Aquitaine, Franța) este un pianist, compozitor și scriitor francez de origine maghiară. El a creat o nouă metodă de predare a pianului. Această metodă oferă studenților de orice vârstă oportunitatea de a stăpâni instrumentul, în timp ce, în general, învățarea pianului este considerată imposibilă după copilărie.

## Biografie
Michel Sogny a studiat la École Normale de Musique de Paris, unde a învățat pianul sub supravegherea lui Jules Gentil și Yvonne Desportes. El deține diploma de licență în literatură, diploma de master în psihologie și diploma de doctorat în filozofie, fiind dobandita la Universitatea Sorbona în 1974, sub supravegherea lui Vladimir Jankélévitch. Michel Sogny este fondatorul SOS Talents Foundation.
Alături de Blandin Olivier de Preux, nepotul lui Valéry Giscard d'Estaing și Franz Liszt, Sogny a fost unul dintre membrii fondatori ai Asociației Franceze a lui Franz Liszt.

## Metoda a lui Michel Sogny de predare a pianului
Metodologia lui Sogny este predată la Paris și Geneva, în școlile fondate de el. Din 1974, peste 20.000 de studenți au stăpânit pianul folosind metodologia lui Sogny.
Metoda constă din două componente principale: munca didactică - Prolégomènes, care sunt mici exerciții. Polégomènes dezvoltă percepția simfoniei și a sunetului muzical. Al doilea constă într-un ciclu de studii care se concentrează pe dezvoltarea abilităților tehnice, cum ar fi mișcarea mâinii și postura.
Unul dintre studenții lui Sogny care a început să practice pianul ca adult a fost profesorul francez Michel Paris. După terminarea cursul de patru ani de metodologie al lui Sogny, la vârsta de 30 de ani, a susținut un concert solo la Théâtre des Champs-Élysée, sub patronajul Ministerului Culturii.
Un alt student a lui Michel Sogny a fost Claudine Gevacot, care a cântat la Théâtre des Champs-Élysée în 1983 și 1984.
În 1981, Senatul Francez a făcut un apel oficial la ministrului culturii, Jacques Lange, să discute despre implementarea metodologiei lui Michel Sogny în toată Franța.